# Pedro Nikken
Pedro Antonio Nikken Bellshaw (Caracas, Venezuela, 12 de junio de 1945-Ibidem, 9 de diciembre de 2019) fue un abogado y jurista venezolano.

## Estudios
Estudió abogacía en la Facultad de Derecho de la Universidad Católica Andrés Bello, graduándose en 1968. En 1973 obtuvo un diplomado de estudios superiores en la Universidad Panthéon-Assas (París II) y en 1977, un doctorado en derecho en la Universidad de Carabobo.

## Carrera
Fue profesor y decano de la Facultad de Ciencias Jurídicas y Políticas de la Universidad Central de Venezuela. Entre octubre de 1979 y 1989 fue juez de la Corte Interamericana de Derechos Humanos, siendo además su vicepresidente entre 1981 y 1983, y presidente entre 1983 y 1985. En 1988 fue vicepresidente del Instituto Interamericano de Derechos Humanos.
En los años 1990, la Organización de las Naciones Unidas lo designó asesor jurídico de la mediación que puso fin a la guerra civil de El Salvador. Integró la Academia de Ciencias Políticas y Sociales de Venezuela desde 1997. En 2017 recibió un doctorado honoris causa de la Universidad de Buenos Aires.